# 1908 au Québec
Cet article traite des événements survenus en 1908 au Québec. 

## Événements

### Février
- Février : Jean-Georges Garneau est réélu maire de Québec. Il avait l'appui de Simon-Napoléon Parent, ancien maire de la ville et ancien premier ministre du Québec[1].
- 3 février : l'échevin Louis Payette remporte les élections municipales de Montréal par près de 3 000 voix de majorité sur son adversaire Philippe-Honoré Roy[2].
- 11 février : une explosion à la cartoucherie Standard Exposive de l'île Perrot cause la mort de huit personnes. La cause de la tragédie est inconnue[3].
- 25 février : le pape Pie X statue que Saint Jean Baptiste sera désormais le patron des Canadiens-français[4].

### Mars
- 3 mars : ouverture de la quatrième session de la 11e législature (en). Le discours du Trône annonce la prochaine création d'une École des hautes études commerciales, le renforcement du contrôle provincial sur les compagnies d'assurance et les sociétés de secours mutuels et l'amélioration de la voirie rurale[5].
- 12 mars : l'Assemblée législative adopte une résolution interdisant la vente d'alcool dans l'Hôtel du Parlement[6].
- 19 mars : le discours du budget du trésorier William Alexander Weir annonce une subvention de 100 000 $ (après les 300 000 $ du gouvernement fédéral) pour aider à l'embellissement des Plaines d'Abraham[7].
- 24 mars : l'ancien ministre de la Colonisation et député libéral indépendant, Jean Prévost, condamne fortement la politique de colonisation du gouvernement Gouin lors d'un discours en Chambre[8].

### Avril
- 11 avril : l'École polytechnique de Montréal déménage ses locaux au coin des rues Saint-Denis et Sainte-Catherine (où se situe aujourd'hui l'UQAM)[9].
- 25 avril : 
  - l'Assemblée législative adopte une loi prévoyant la nomination d'une commission chargée d'organiser les célébrations du 300e anniversaire de la ville de Québec[10].
  - la session est prorogée.
- 26 avril : un glissement de terrain cause la mort de 37 personnes à Notre-Dame-de-la-Salette. Une quinzaine de personnes ont disparu sous la terre. Les dégâts sont évalués à 35 000 $[11].

### Mai
- 1er mai : le service d'électricité est municipalisé à Sherbrooke[12].
- 4 mai : début d'une grève dans plusieurs usines de textiles du Québec. Les ouvriers ont en effet vu leurs conditions de travail se dégrader au cours des derniers mois. La grève durera quelques semaines et se traduira par un échec[13].
- 6 mai : le premier ministre Lomer Gouin annonce des élections générales pour le 8 juin.
- 8 mai : Armand Lavergne, qui se présente candidat de la Ligue nationaliste canadienne dans le comté de Montmagny, réclame une prédominance du français dans les services publics de la province[14].
- 25 mai : Henri Bourassa, qui se présente dans deux comtés dont celui du premier ministre Gouin, participe à une assemblée du Parti nationaliste au Monument national de Montréal[15].

### Juin
- 8 juin : le Parti libéral de Lomer Gouin remporte l'élection générale avec 57 circonscriptions et 53 % des voix. Le Parti conservateur, mené par Pierre-Évariste Leblanc, n'obtient que 14 circonscriptions avec 43 % des voix. La Ligue nationaliste canadienne réussit à faire élire trois candidats dont Henri Bourassa et Armand Lavergne. Quelques jours plus tard, les comtés de Gaspé, de Chicoutimi et des Îles-de-la-Madeleine élisent 3 libéraux, ce qui porte le nombre de députés du parti de Gouin à 60[16].
- 11 juin : Philippe-Honoré Roy, orateur de l'Assemblée législative et président de la Banque de Saint-Jean, est accusé d'avoir falsifié les livres de sa banque[6].
- 22 juin : un incendie commencé dans une écurie de louage rase complètement le centre-ville de Trois-Rivières. Huit cents maisons sont détruites. Les dégâts sont évalués à 1 500 000 $. Il n'y a heureusement qu'un seul mort[17].

### Juillet

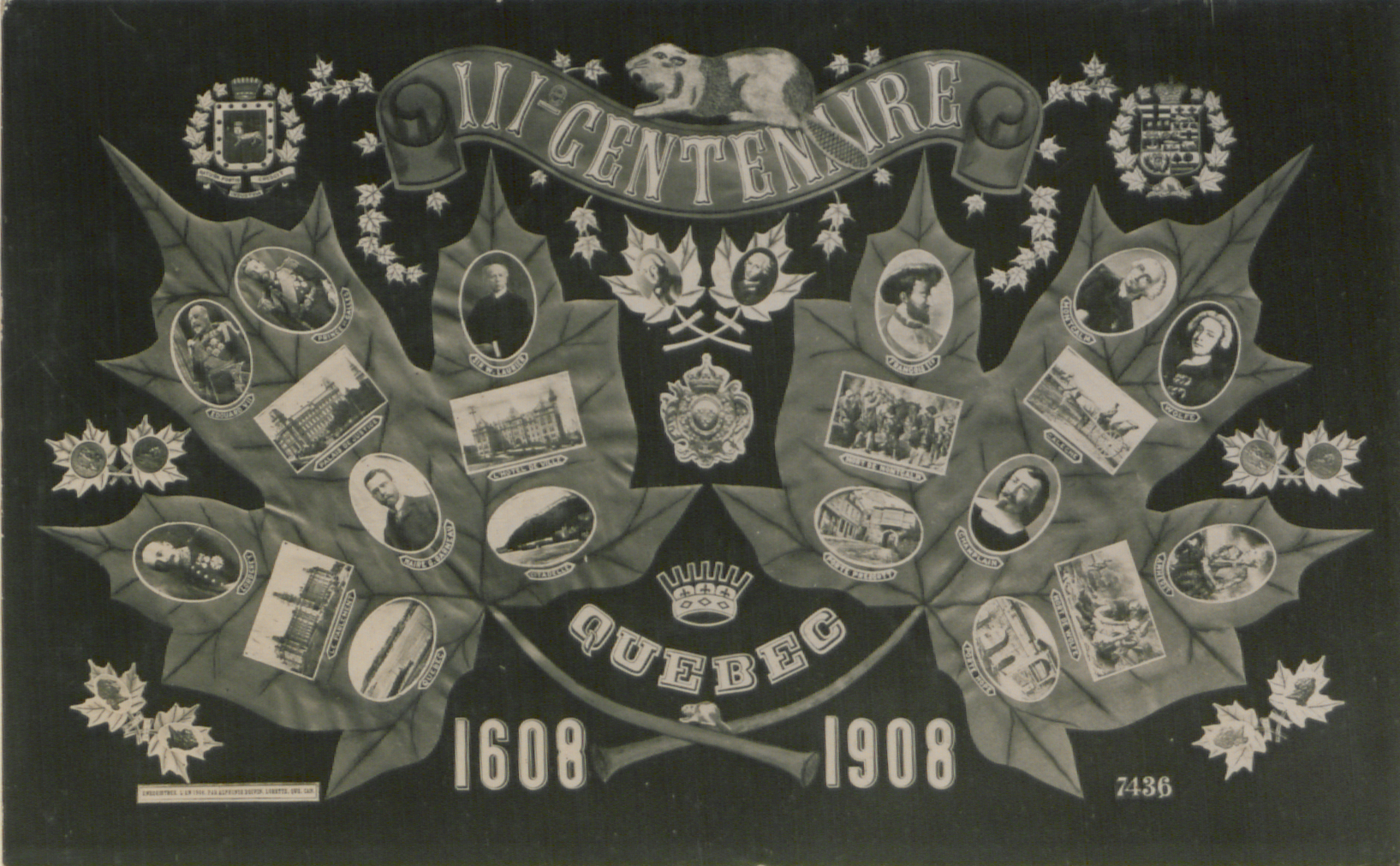
3e Centenaire de Québec 1608-1908

- 19 juillet : les fêtes du tricentenaire de Québec débutent[18].
- 23 juillet : le Prince de Galles (futur George V) est en visite à Québec dans le cadre des fêtes du 300e anniversaire de Québec[6].
- 30 juillet : l'amiral Jauréguiberry et le conseiller d'État Louis Herbette, représentants officiels de la France pour les Fêtes du tricentenaire, rencontrent le premier ministre Lomer Gouin au Parlement de Québec[6].

### Septembre
- 4 septembre : Charles-Alphonse-Pantaléon Pelletier devient le nouveau lieutenant-gouverneur du Québec[6].

### Octobre
- 2 octobre : inauguration de l'Hôpital Saint-Luc[9].
- 8 octobre : la première école supérieure pour jeunes filles est inaugurée à Montréal. Il s'agit du premier collège classique féminin au Québec.
- 14 octobre : le libéral Jean-Baptiste Carbonneau est élu lors de l'élection partielle de Lac-Saint-Jean[6].
- 26 octobre : 
  - le Parti libéral de Wilfrid Laurier remporte l'élection générale fédérale avec 133 candidats élus contre 82 candidats pour le Parti conservateur de Robert Borden (y compris 3 libéraux-conservateurs), 1 candidat indépendant, 1 travailliste et 1 conservateur indépendant. Au Québec, le résultat est de 52 libéraux, 12 conservateurs et 1 travailliste[19].
  - le libéral Joseph-Edmond Robert (en) est élu lors de l'élection partielle de Rouville[6].

### Novembre
- 3 novembre : le pape Pie X déclare que le Canada ne sera désormais plus considéré comme un pays de mission[20].
- 9 novembre : inauguration du Forum de Montréal[21].

### Décembre
- 21 décembre : le libéral Napoléon Séguin (en) est élu lors de l'élection partielle de Montréal no 1[22].
- 23 décembre : le libéral Eugène Leclerc est élu lors de l'élection partielle de Québec-Centre[6].
- 28 décembre : les libéraux Honoré Mercier fils, Michael James Walsh (en) et Joseph-Wenceslas Lévesque remportent les élections partielles de Châteauguay, Montréal no 6 et Laval[6].

## Naissances
- Paul Bouchard (journaliste) († 1997)
- 15 février - Sarto Fournier (homme politique) (†23 juillet 1980)
- 28 février - Rosaire Gauthier (homme politique) († 15 décembre 1992)
- 6 avril - Marcel-Marie Desmarais (écrivain) († 16 juillet 1994)
- 23 mai - Paul Dozois (homme politique) († 2 juillet 1984)
- 12 juin - Joseph-Alphonse Ouimet (ingénieur) († 20 décembre 1988)
- 11 juillet
  - Gérard Légaré (homme politique) († 1er novembre 1997)
  - Yves Prévost (homme politique et avocat) († 27 novembre 1997)
- 5 septembre : Marguerite Ruest-Pitre dite Madame le Corbeau (en) (criminelle) († 9 juin 1953)
- 8 octobre - Claudine Vallerand (Maman Fonfon) (animatrice de radio et de télévision)  († 16 septembre 2001)
- 17 octobre - Albert Rousseau (peintre) († 18 mars 1982)
- 13 novembre - Jean-Paul Archambault (militaire) († 19 mai 1945)
- 12 décembre - Camille Ducharme (acteur) († 26 avril 1984)

## Décès
- 12 mars - Joseph Daigle (homme politique) (º 7 juin 1831)
- 20 avril - Adolphe-Philippe Caron (homme politique) (º 24 février 1843)
- 18 mai - Louis-Napoléon Casault (homme politique) (º 10 juillet 1823)
- 31 mai - Louis-Honoré Fréchette (poète) (º 16 novembre 1839)
- 28 juillet - Jean-Docile Brousseau (bibliothécaire et homme politique) (º 24 février 1825)
- 16 novembre - Henri-Gustave Joly de Lotbinière (premier ministre du Québec) (º 5 décembre 1829)
- 11 décembre - Jean Blanchet (avocat, juge et homme politique) (º 10 février 1843)